# Österreichischer Faustballbund
Der Österreichische Faustballbund (ÖFBB) ist die Dachorganisation des Faustball in Österreich. Er ist Mitglied der International Fistball Association.
Der Verband besteht seit 1993. Bis 1993 waren die beiden Sportarten Faustball und Handball gemeinsam im Sportverband Österreichischer Handball und Faustball Bund (ÖHB) zusammengeschlossen. Am 27./28. März 1993 wurde das erste eigenständige Faustball-Präsidium des Österreichischen Faustballbundes gewählt.